# Esacus
Az Esacus a madarak osztályának lilealakúak (Charadriiformes) rendjébe, ezen belül az ugartyúkfélék (Burhinidae) családjába tartozó nem.

## Rendszerezésük
A nemet René Primevère Lesson francia ornitológus írta le 1831-ben, az alábbi 2 faj tartozik ide:
- folyami rákásztyúk (Esacus recurvirostris)
- parti rákásztyúk (Esacus magnirostris)